# レンフェ453系電車
レンフェ453系電車（レンフェ453けいでんしゃ）は、スペインの国有鉄道であるレンフェが所有する電車。都市間近郊列車（セルカニアス）向けにスイスのシュタッドラー・レールが製造を手掛けており、中間に2階建て車両が連結されている。

## 概要
2017年、スペイン政府は国有鉄道であるレンフェが運営する近郊列車（セルカニアス）に関して、使用されている旧型電車の置き換えを始めとした近代化を発表し、政権交代を経た2019年3月に新型電車に関する入札を実施した。その結果、2021年3月にフランスのアルストムとスイスのシュタッドラー・レールが製造権を獲得し、レンフェとの間に契約を締結した。そのうちシュタッドラー・レールが製造する車両は「453系」と呼ばれている。
シュタッドラー・レールが展開する鉄道車両ブランドである「FLIRT」と「KISS」の技術を用いた車両で、「FLIRT」を基にした1階建て電動車と「KISS」を基にした2階建て付随車で構成される。編成は2種類が生産される事になっており、4両編成・編成長97,720 mmの「T100」、8両編成・編成長191,160 mmの「T200」が存在する他、中間車を増結した編成（T120：5両編成、T160：6両編成、T240：10両編成）を組む事も可能である。当初レンフェは「T100」を24編成、「T200」を35編成発注したが、2022年12月にオプション権を行使する形で「T200」20編成分の追加発注が行われている。
短距離の利用客向けの車内レイアウトを有する1階建て車両は両開きの乗降扉が両側面に3箇所設けられ、乗降の迅速さが図られる一方、中間に連結された2階建て車両は長距離利用客を意識した車内レイアウトとなっている。乗降扉付近には車椅子やベビーカーに対応したフリースペースや電動スクーターや自転車、荷物が設置可能なエリアが存在する他、冷暖房双方に対応した空調装置やwi-fiに対応した装置が完備されている。また、各座席には充電用のUSBプラグが設置されている。乗り心地についても、空気ばねを用いた新設計の台車を採用する事によって向上している。
各編成には充電池が設置されており、停電時や架線が無い車庫の側線でも最高速度5 km/hで最大10 km走行可能である。制動装置は回生ブレーキが搭載されている。
453系はマドリード - バルセロナ間の都市間列車に導入される事になっており、2024年からの試運転を経て2025年の営業運転開始を予定している。これに伴い、同区間を走行していた旧型電車（446系、450系、451系）の置き換えが進行する事になっている。

## 関連形式
- レンフェ452系電車（ドイツ語版） - アルストムが受注を獲得したセルカニアス向けの電車（コラディア・マクス）。453系と同様、編成内に2階建て車両を含む[7]。